# Cedar City
Cedar City is een plaats (city) in de Amerikaanse staat Utah, en valt bestuurlijk gezien onder Iron County.

## Demografie
Bij de volkstelling in 2000 werd het aantal inwoners vastgesteld op 20.527.
In 2006 is het aantal inwoners door het United States Census Bureau geschat op 25.665, een stijging van 5138 (25,0%).

## Geografie
Volgens het United States Census Bureau beslaat de plaats een oppervlakte van
52,0 km², geheel bestaande uit land. Cedar City ligt op ongeveer 1782 m boven zeeniveau.

## Plaatsen in de nabije omgeving
De onderstaande figuur toont nabijgelegen plaatsen in een straal van 32 km rond Cedar City.